# John Buchan
John Buchan, Primer Barón de Tweedsmuir (1875 - 1940) fue un novelista escocés y político del Partido unionista de Escocia que sirvió como Gobernador General de Canadá.

## Primeros años
Buchan fue el hijo mayor en una familia de cuatro hijos y una hija supervivientes (la novelista Anna Buchan) nacido de un pastor de la Iglesia Libre de Escocia, John Buchan (1847–1911), y su esposa Helen Jane (1857–1937), hija de John Masterton, granjero, de Broughton Green, cercano a Peebles. Nace en Perth y crece en Fife, pasa numerosas vacaciones de verano con sus abuelos en los Borders, desarrollando el amor por el excursionismo y el paisaje de los Borders y su fauna y flora que es a menudo retratada en sus novelas. Un ejemplo es Sir Edward Leithen, el héroe de algunos de los libros de Buchan, que debe su nombre al Leithen Water, un afluente del río Tweed.
Tras asistir a la escuela de gramática Hutchesons, Buchan ganó una beca para la Universidad de Glasgow donde estudio Filología Clásica, escribió poesía y fue publicado por primera vez. Estudia entonces Literae Humaniores (nombre que se le da a la Filología Clásica en algunas universidades, tales como la de Oxford) en el Brasenose College, Oxford, ganando el premio Newdigate de poesía. Tuvo un don para hacer amistades que conservaría durante toda su vida. El grupo de sus amigos en Oxford incluía a Hilaire Belloc, Raymond Asquith y Aubrey Herbert.

## Vida como autor y político
Buchan en un primer momento entró en una carrera de leyes en 1901, pero casi inmediatamente se pasó a la política, convirtiéndose en el secretario privado del administrador de las colonial as británicas Alfred Milner, quien fue alto comisionado para Sudáfrica, gobernador de la Colonia del Cabo y administrador de la colonia de Transvaal y el Estado Libre de Orange —Buchan adquirió experiencia con las zonas, lo que habría de ser de manera prominente una de las características de sus escritos—. Cuando vuelve a Londres se hace socio de una editorial mientras continúa escribiendo libros. Se casa con Susan Charlotte Grosvenor (1882-1977), prima del Duque de Westminster, el 15 de julio de 1907. La pareja tiene cuatro hijos, dos de los cuales pasarán la mayor parte de sus vidas en Canadá. Se llamaban Adan, Marthie, Lucía y Mike.
En 1910, escribe "El Preste Juan", su primera novela de aventuras, ambientada en Sudáfrica. En 1911, sufre por primera vez de úlcera péptica, una enfermedad que el dará a uno de sus personajes en libros posteriores. Buchan entra también en política como candidato de los conservadores del Partido Unionista de Escocia para el distrito de los Borders. Durante este tiempo apoya el libre comercio, el sufragio femenino, la seguridad social y recortar el poder de la Cámara de los Lores. Sin embargo se opuso a las reformas liberales de entre 1905 y 1915 y lo que el consideró el "odio a la clase" adoptada por liberales demagógicos como David Lloyd George.
Durante la Primera Guerra Mundial escribió para el War Propaganda Bureau (departamento de propaganda de guerra) y fue corresponsal para The Times en Francia. En 1915, publica su libro más famoso, "Los treinta y nueve escalones", un thriller de espías ambientado justo antes del comienzo de la Primera Guerra Mundial, en la que aparece su héroe Richard Hannay, el cual está basado en un amigo de su época en Sudáfrica, Edmund Ironside. Al año siguiente publica una continuación, "Greenmantle". En 1916 se une a los Cuerpos de Información del Ejército Británico) donde como subteniente escribió discursos y comunicados para Sir Douglas Haig. 
En 1917 vuelve a Gran Bretaña, donde se convierte en Director de información por debajo de Lord Beaverbrook. Tras la guerra comienza a escribir sobre temas históricos así como continua escribiendo thrillers y novela histórica. Las cien obras de Buchan incluyen cerca de 30 novelas y siete colecciones de relatos. También escribe las biografías de Sir Walter Scott, César Augusto, Oliver Cromwell, y fue galardonado con el premio James Tait Black Memorial por su biografía de James Graham, primer marqués de Montrose, pero sus libros más conocidos son los thrillers de espías y probablemente es por estos por los que es ahora más recordado. El "último Buchan" (como Graham Greene tituló su favorable crítica) es Sick Heart River (título en EE. UU.: "Mountain Meadow"), ambientada en 1941, en la cual un moribundo protagonista se enfrenta a las preguntas sobre el sentido de la vida en las tierras salvajes canadienses.
Los treinta y nueve escalones fue rodada (con muchos cambios con respecto a la novela) por Alfred Hitchcock en 1935; también se rodaron versiones posteriores de la novela en 1959 y 1978.
A mediados de la década de 1920 Buchan vivía cerca de Oxford - Robert Graves, que vivía en Boar's Hill mientras asistía a la Universidad de Oxford, hace mención del Coronel Buchan recomendándole para un puesto de profesor en la recién fundada Universidad de El Cairo en Egipto. Buchan se convierte en presidente de la Sociedad escocesa de historia. Fue dos veces Lord Alto comisario a la Asamblea general de la Iglesia Presbiteriana escocesa, y en 1927 fue elegido por elección parcial diputado unionista escocés para las universidades escocesas. Políticamente fue de la tradición Unionista-Nacionalista que creía en el fomento de Escocia como nación dentro del imperio, comentando una vez "Creo que cada escocés debería ser un nacionalista escocés. Si se pudiera comprobar que un parlamento escocés fuese deseable... los escoceses deberían apoyarlo". Los efectos de la depresión en Escocia y la subsiguiente alta emigración le llevaron a decir también "No queremos ser como los griegos, con poder y prosperidad allá a donde nos establecemos, pero con una Grecia moribunda tras nosotros" (Hansard, 24 de noviembre de 1932). Durante los primeros meses de la Segunda Guerra Mundial Buchan lee "La vida de Gladstone", de John Morley, que le causa una profunda impresión. Buchan creyó que Gladstone había enseñado a la gente a combatir el materialismo, la autocomplacencia y el autoritarismo; escribe a H. A. L. Fisher, Stair Gillon y Gilbert Murray que se está "convirtiendo en un liberal Gladstoniano". La brillante cita "It's a great life, if you don't weaken" (la vida es genial si no te das por vencido) se le atribuye a él. Otra cita memorable es "No great cause is ever lost or won, The battle must always be renewed, And the creed must always be restated" ("ninguna gran causa se gana o pierde jamás, la batalla debe siempre ser recomenzada, y las creencias deben siempre ser puestas al día").
La rama de Buchan de la Iglesia Libre de Escocia se unió a la Iglesia Presbiteriana Escocesa en 1929. Fue un activo Mayor (un oficial permanente, elegido por una congregación presbiteriana, y ordenado para servir en los oficios, y ayudar al pastor en la comunión) de la iglesia de Londres de St Columba y de la parroquia presbiteriana de Oxford. En 1933 y 1934 fue lord alto comisario de la asamblea general de la iglesia.

## Vida en Canadá
En 1935 se convierte en Gobernador General de Canadá y se le nombra Baron Tweedsmuir de Elsfield en el condado de Oxfordshire. El primer ministro de Canadá William Lyon Mackenzie King había querido que fuese a Canadá como plebeyo, pero el rey Jorge V insistió en ser representado por un par.
Buchan continuó escribiendo incluso tras su nombramiento como Gobernador General. Sus libros posteriores incluyen novelas e historias y sus opiniones de Canadá. Escribe además una autobiografía, "Memory Hold-the-Door", mientras es Gobernador General. Su esposa fue escritora de muchos libros y obras de teatro como Susan Buchan. Mientras ejercía su propia carrera de escritor, promovió también el desarrollo de una cultura canadiense diferenciada. En 1936, animado por Lady Tweedsmuir, fundó los Galardones del Gobernador General, que continúan siendo uno de los principales premios literarios de Canadá.

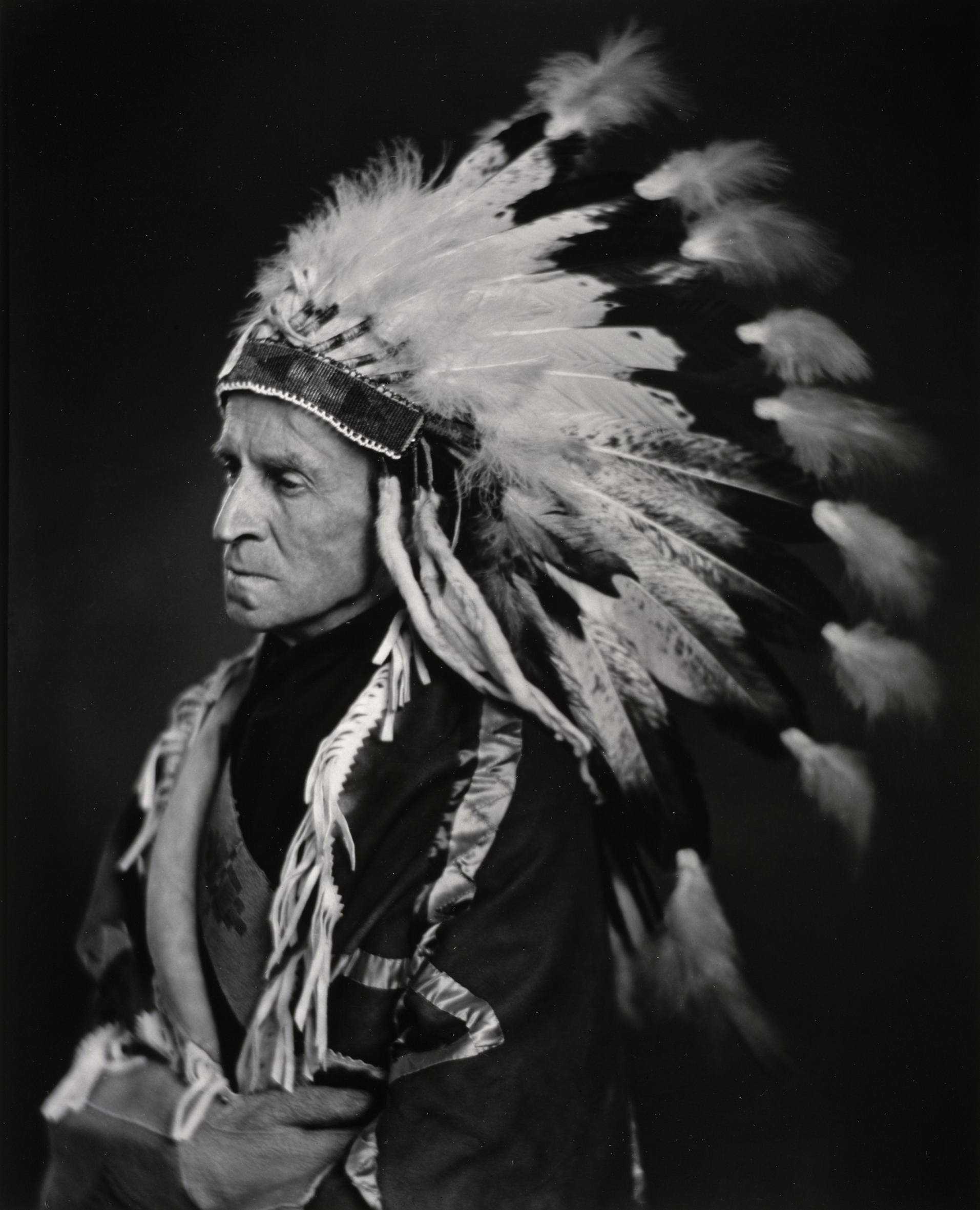
Lord Tweedsmuir con tocado nativo, 1937.

Lady Tweedsmuir promovió de forma activa la literatura en Canadá. Hizo uso de Rideau Hall como centro de distribución para 40.000 libros, los cuales fueron enviados a lectores de áreas remotas del oeste. Su programa fue conocido como the "Lady Tweedsmuir Prairie Library Scheme" ("El proyecto de la biblioteca de las praderas de Lady Tweedsmuir"). Juntos, Lord y Lady Tweedsmuir establecieron la primera biblioteca propiamente dicha en Rideau Hall.
Tweedsmuir se tomó sus obligaciones en Canadá seriamente e intentó hacer que el cargo de Gobernador General fuese pertinente para la vida de un canadiense común. En sus propias palabras: "Un Gobernador General está en una posición única porque es su obligación conocer todo Canadá y todos los diversos caracteres de su gente".
Tweedsmuir viajó por todo Canadá, incluyendo las regiones árticas. Aprovechó cada ocasión para hablar a los canadienses y animarles a desarrollar su propia identidad. Quería construir la unidad nacional a base de disminuir las barreras religiosas y lingüísticas que dividían al país. Tweedsmuir se dio cuenta de la situación sufrida por muchos canadienses debido a la Gran Depresión y a menudo escribió mostrando compasión acerca de sus dificultades.
Tweedsmuir fue reconocido por las universidades de Glasgow, St. Andrews, McGill, Toronto y Montreal, siéndole otorgado por todas ellas el título de Doctor en leyes, y el de Miembro Honorario y Doctor Honorario en Ley Civil por Oxford.
Cuando el rey Jorge V muere, en 1936, la fachada del Rideau Hall fue cubierta por un crespón negro y Lord Tweedsmuir canceló todo festejo durante el periodo de luto. El nuevo heredero al trono, el rey Eduardo VIII, pronto abdica para casarse con Wallis Simpson, dando lugar a una crisis en lo que concernía a la monarquía. No obstante, cuando el nuevo rey, Jorge VI y la reina Isabel viajaron por todo Canadá en 1939; la majestuosa visita —la primera hecha a Canadá por un soberano reinante— fue extremadamente popular.
Como mucha gente de su tiempo, la experiencia que supuso la Primera Guerra Mundial le convenció de los horrores del conflicto armado y trabajó con el presidente Roosevelt de los Estados Unidos y con el primer ministro de Canadá Mackenzie King, en un intento de evitar el peligro siempre presente de una nueva guerra mundial.
Mientras se afeitaba el 6 de febrero de 1940 sufrió un infarto cerebral, hiriéndose gravemente la cabeza contra el borde de la bañera en la caída. Recibió el mejor cuidado posible —a cargo del famoso Dr. Wilder Penfield del Instituto neurológico y Hospital de Montreal, que le operó dos veces— pero la lesión resultó fatal. El 11 de febrero, tan solo 10 meses antes de que su mandato en el cargo expirase, Tweedsmuir murió. El primer ministro Mackenzie King reflejó la pérdida que todos los canadienses sintieron cuando leyó las siguientes palabras por radio: "Con el fallecimiento de Su Excelencia, la gente de Canadá ha perdido a uno de los más grandes y reverenciados de sus Gobernadores Generales, y a un amigo que, desde el día de su llegada a este país, dedicó su vida a servirlo".
Esta fue la primera vez que un Gobernador General murió durante su mandato desde la fundación de la Confederación. Tras la vigilia de honor en la cámara del senado, se llevó a cabo un funeral de estado para Lord Tweedsmuir en la iglesia presbiteriana de St. Andrew en Ottawa. Fue incinerado y sus cenizas fueron devueltas a Inglaterra en el crucero HMS Orion para su entierro en Elsfield, donde había nacido en 1875.

## Reputación
A inicios del siglo XXI, y al igual que otros de sus contemporáneos, la reputación de Buchan se vio empañada por lo que se veía como su falta de corrección política, por ejemplo el antisemitismo y racismo expresados en algunos pasajes de sus novelas, como en el capítulo inicial de "Los Treinta y nueve escalones". (nótese, sin embargo, que estuvo de forma activa de parte de los judíos durante la década de los 30, y por esta razón su nombre aparece en la "lista negra" de Adolf Hitler.) Un narrador enormemente atrayente, el tiempo ha tratado bien su obra y su popularidad está experimentando un resurgimiento actualmente.
Buchan tenía fama de persona discreta. Estuvo involucrado en el Cuerpo de Informaciones como propagandista durante la Primera Guerra Mundial y pudo estar relacionado más tarde con la Inteligencia Británica; se le cita estando relacionado de algún modo durante los años próximos a la Segunda Guerra Mundial con el jefe de la agencia de espionaje, el británico de origen canadiense William Stephenson.
En la década de 1930 Buchan financió moral y monetariamente al joven académico Roberto Weiss, ya que Buchan estaba fascinado por el periodo de la Antigüedad clásica, que Weiss estudiaba.
Se decía de su autobiografía, "Memory Hold-the-Door" (publicada en los Estados Unidos con el título "Pilgrim's Way"), que era el libro favorito de John F. Kennedy, aunque una lista dada por la revista Life en el año 1961 citaba a "Montrose" como primero.
John Buchan es conmemorado en Makars' Court, afuera del Museo de Escritores, en Lawnmarket, Edimburgo.
Las elecciones para la Makars' Court son hechas por el Museo de Escritores, la Saltire Society y la Biblioteca de Poesía de Escocia.

## Obra
- Los Treinta y Nueve Escalones (1915)
- Fullcircle
- Poems Scots and English (1917)
- Greenmantle
- Mil años a tu lado
- No existe otra igual